# Merxheim
Merxheim je občina v departmaju Haut-Rhin francoske regije Alzacija.
Leta 1990 je v občini živelo 1 039 oseb oz. 114 oseb/km².